# Logebachtalbrücke
Die Logebachtalbrücke ist eine 173 m lange Eisenbahnbrücke beim Streckenkilometer 41 der Schnellfahrstrecke Köln–Rhein/Main. Die Brücke überquert das im Naturschutzgebiet Siebengebirge liegende Logebachtal und trägt daher seinen Namen.

## Verlauf
Das Bauwerk ruht auf vier Pfeilern und erreicht eine Höhe über Talgrund von bis zu 22 m, analog der Höhe der benachbarten Autobahnbrücke (Talbrücke Logebach) der Bundesautobahn 3. Die Brücke liegt zwischen den Tunneln Ittenbach und Aegidienberg auf dem Gebiet der Stadt Bad Honnef, der nordwestliche Teil in der Gemarkung Honnef und der südöstliche in der Gemarkung des Stadtbezirks Aegidienberg.

## Geschichte

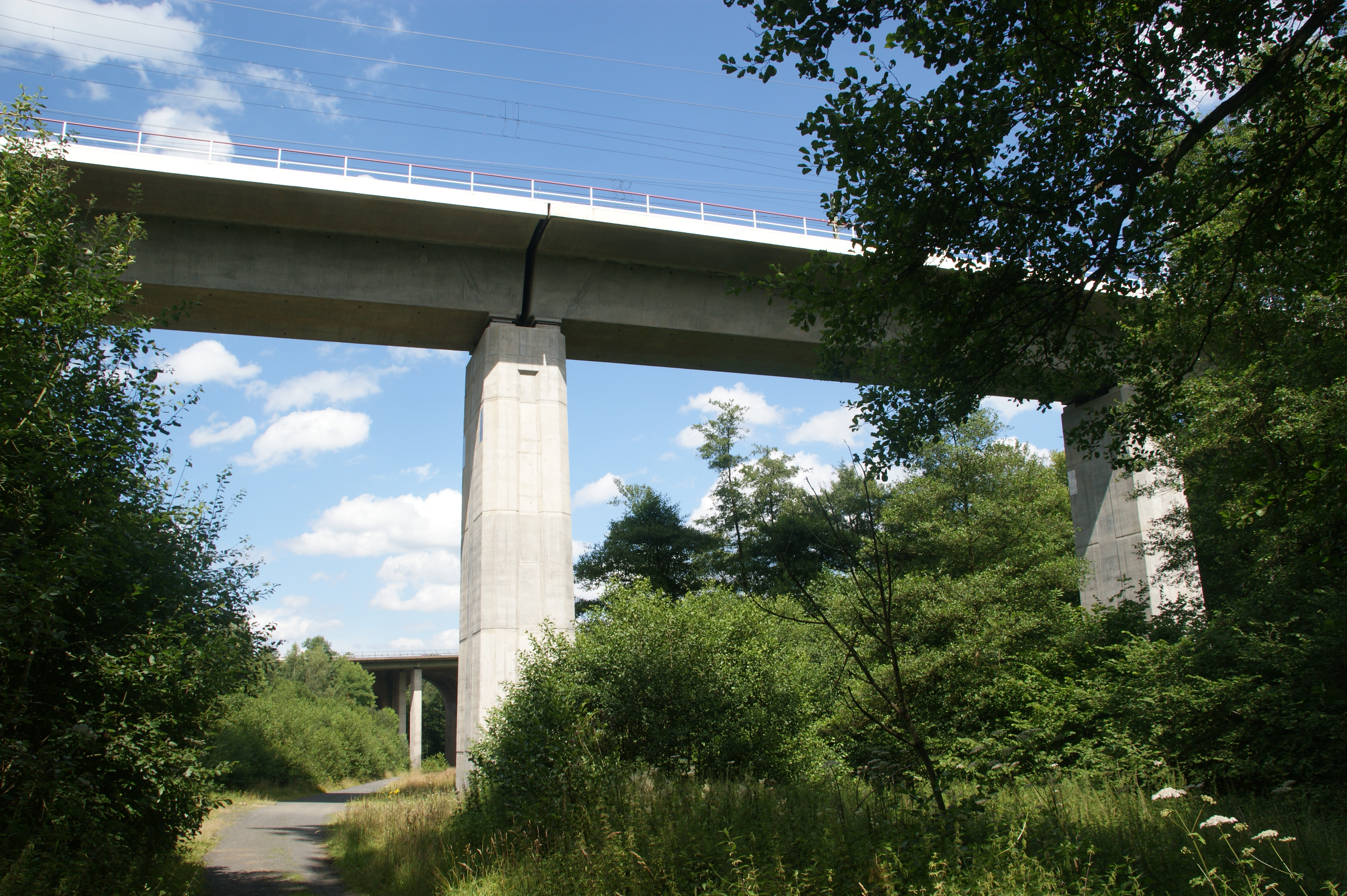
Logebachtalbrücke von unten aus gesehen

### Planung
Der Planungsstand von Ende 1995 sah eine Länge von 175 m für das Bauwerk vor.
Ende 1997 lag die geplante Länge bei 173 m. Das Eisenbahn-Bundesamt wies die Deutsche Bahn Mitte 1998 darauf hin, dass die Brücke aufgrund der neuen FFH-Richtlinie anders gebaut werden müsse. Ungeachtet dessen lag die geplante Länge nach dem Planungsstand von Mitte 1999 unverändert bei 173 m. Dies entspricht der heutigen Länge.

### Bau
Die Brücke wurde mit einer Vorschubrüstung errichtet.
Auf der Brücke erfolgte am 10. Juli 2001 der Lückenschluss, die Verschweißung des letzten Schienenstücks der Schnellfahrstrecke.
Als Ausgleich für den ökologischen Eingriff in das Naturschutzgebiet Siebengebirge wurden unter anderem zwei je 600 m² große Nahrungsteiche für Eisvögel angelegt.